# Vladimir Kerkez
Vladimir Kerkez, slovenski kolesar, * 1. marec 1984, Kranj.
Kerkez je nekdanji profesionalni kolesar, ki je tekmoval za ekipi Sava Kranj in Attaque Team Gusto med letoma 2004 in 2017. Leta 2005 je zmagal na zadnji izvedbi dirke za VN Krke. Leta 2008 je bil drugi na Dirki po Madžarski, leta 2011 pa na Memorialu Nevio Valčić.